# Jaume Honorat Pomar
Jaume Honorat Pomar (València, cap a l'any 1550 - Madrid, 1606) fou un metge i botànic valencià.
Estudià Medicina a la Universitat de València, on tingué com a professors a Lluís Collado i Joan Plaça. Obtingué el títol de doctor l'any 1573, i va romandre a la ciutat de València exercint professionalment i en permanent relació en l'ambient mèdic universitari. Ocupà durant cinc anys la Càtedra d'Anatomia (1574-1578). L'any 1584 fou nomenat titular de la Càtedra de medicaments simples o herbes de la Universitat de València, càrrec en el qual va succeir a Joan Plaça, i que ocupà fins al 1600, quan fou reemplaçat pel també metge i botànic Melcior de Villena i Vila. Es preocupà especialment de fer una orientació pràctica a l'ensenyança, durant la primavera i l'estiu es feien sortides a l'horta, al Barranc del Carraixet, a la Devesa, al Barranc de Torrent, a la Marina i a Nostra Senyora de la Murta, un cop a l'any i durant quinze dies. Des de la seva càtedra de la Universitat de València exercí el càrrec d'assessor de Felip II, un càrrec que el 1598 culminà amb el nomenament de "simplicista" regi, un dels primers càrrecs exclusivament "de re herbaria" creats a Europa. Se li atribueix l'autoria de l'anomenat "Còdex Pomar", o de la major part d'ell. Es tracta d'un manuscrit que inclou descrites un total de dues-centes vint-i-cinc espècies amb exemplars de plantes i animals de tota mena, la majoria d'origen europeu, però també es troben animals i plantes d'origen africà o asiàtic, i sobretot d'origen americà, del Nou món. Es poden trobar espècies de plantes amb aplicacions medicinals o decoratives, i plantes i animals exòtics.